# Н’Дорам, Яфет
Яфет Н’Дорам (фр. Japhet N'Doram; 27 февраля 1966, Нджамена) — чадский футболист, нападающий и тренер. Игрок сборной Чада. Долгое время выступал за французский «Нант». Сын Кевин — тоже футболист.

## Футбольная карьера
Н’Дорам начал карьеру в «Турбийоне», затем провел 3 сезона в камерунском «Тоннере».
В 1990 году в возрасте 24 лет Яфет подписал контракт с французским «Нантом». В первом сезоне в Лиге 1 он сыграл 19 матчей и отличился 2 раза. Впоследствии Н’Дорам стал любимцем болельщиков. В сезоне 1994/95 Яфет забил 12 мячей и помог «канарейкам» выиграть седьмой титул в истории (первый за последние 12 лет). Через два года Яфет улучшил своё бомбардирское достижение, отличившись 21 раз в чемпионате и заняв второе место в споре бомбардиров.
В 31 год Яфет покинул «Нант» и подписал контракт с «Монако», однако уже в конце сезона был вынужден завершить карьеру из-за постоянных травм. Н’Дорам присоединился к персоналу клуба и стал работать скаутом.
28 июня 2005 Яфет вернулся в «Нант», заняв место спортивного директора. В феврале 2007 был назначен главным тренером «канареек». Однако сезон завершился вылетом в Лигу 2, после чего Н’Дорам покинул команду.

## Карьера в сборной
За сборную Чада Н’Дорам провел 36 матчей, забив 13 мячей.